# NKD
NKD销售有限公司（德語：NKD Vertriebs GmbH）是德国和奥地利最大的纺织零售商之一。其分公司网络延伸至德国、奥地利、意大利、斯洛文尼亚、克罗地亚、波兰和瑞士，其中包括1700家门店。NKD以较低的价格区间销售包括日常及运动服饰、家居摆设和小型装备在内的物品，其名称即为“低计算折扣（Niedrig Kalkuliert Discount）”的缩写。公司总部设于巴伐利亚州的市镇宾德拉，自2003年以来由道恩切股份公司所持有。2011年，该公司的销售总额为5.99亿欧元。